# Gerstaeckerus latenotatus
Gerstaeckerus latenotatus es una especie de coleóptero de la familia Endomychidae.

## Distribución geográfica
Habita en Cochinchina Vietnam.